# ラパンパサウルス
ラパンパサウルス（学名 Lapampasaurus 「ラ・パンパ州のトカゲ」の意味）は、アルゼンチンラ・パンパ州の後期白亜紀の地層、アレン層（カンパニアン後期からマーストリヒチアン初期）から知られるハドロサウルス科の恐竜の属。ラパンパサウルスは、模式種であるラパンパサウルス・コリノイ（Lapampasaurus cholinoi）の1種のみが知られている。

## 概要
ラパンパサウルスは、頸椎、胴椎、仙椎、尾椎、前肢帯、後肢の部分骨格から構成されている。
ラパンパサウルスのホロタイプは、全長約5メートルから約6メートル。このホロタイプは成体に達していなかったため成体の標本が発見された場合は既知のホロタイプより数メートル大きくなった可能性がある。記載者はいくつかの独特の特徴を特定することができた。前頸椎には骨幹の上の側面に開口部があり、肩甲骨の上部は凸状で、三角筋を固定するために横方向に突き出た鋭いエッジが付いている。つま先は幅よりも長く、溝とくぼみで覆われ、下側には低いキールがある。
著者らは、頸椎の側面にある細長い溝が重なり合っているのを、胸腔体腔にある気嚢であると解釈している。このような特徴は真鳥脚類の中で独特であり、むしろ獣脚類の属に期待されるものであった。したがって、著者らは、典型的なハドロサウルス類と考えられる椎骨と肩甲骨の一連の特徴を示した。

## 発見と研究
ラパンパサウルス・コリノイは、2012年にロドルフォ・コリア、ベルナルド・ゴンサレス・リガ、シルビオ・カサディオによって命名され、記載された。アルゼンチンのラ・パンパ州にあるアレン層の上部白亜系の堆積物で発見された。ラパンパサウルスは、Lapampasaurus cholinoiという単一種が含まれている。属名は、アルゼンチンのラ・パンパ州に由来する。種小名のL. cholinoiは、化石コレクターのホセ・チョリーノに敬意を表して付けられた。
2000年、ベルナルド・ゴンサレス・リガは、1991年にアルゼンチンのラ・パンパ州 プエレン・デパルタメントマルビナス諸島でリガとカサディオによって発見された脊椎骨について記載した。
ホロタイプMPHN-Pv-01は、約7000万年前のカンパニアンからマーストリヒチアンに遡るアレン層の海岸壁で発見された。ホロタイプは、亜成体の頭蓋骨を含まない部分的な骨格で構成されている。以下のものが保存されている：7つの部分的な頚椎、8つの椎骨片、3つの仙骨片、前部の尾椎片、左肩甲骨、左脚の骨、右恥骨前部、右大腿骨の下3分の1、左足の第3指の第1節骨、第2指または第4指の足の爪、その他9個の判別不能な骨片。化石の状態は悪く、不完全かつ頑丈である。この化石は、ラ・パンパ州にある脊椎動物古生物学の州立自然史博物館のコレクションの一つとなっている。

## 分類
著者らはラパンパサウルスをハドロサウルス科に分類し、このハドロサウルス科が以前に考えられていたよりも早く南アメリカに出現したことの兆候と見なした。正確な分岐分析は行われていない。